# Иптияр
Иптияр — река в Тюменской и Омской областях России. Устье реки находится в 163 км по левому берегу реки Имгыт. Длина реки составляет 146 км. Высота устья — 88 м над уровнем моря. Площадь водосборного бассейна — 1990 км².

## Притоки
(км от устья)
- 21 км: река Малый Иптияр (лв)
- 63 км: река Талмыр (пр)

## Данные водного реестра
По данным государственного водного реестра России относится к Иртышскому бассейновому округу, водохозяйственный участок реки — Иртыш от впадения реки Тобол до города Ханты-Мансийск (выше), без реки Конда, речной подбассейн реки — бассейны притоков Иртыша от Тобола до Оби. Речной бассейн реки — Иртыш.